# 深沢豊太郎
深沢 豊太郎（ふかざわ とよたろう、1895年〈明治28年〉5月30日 - 1944年〈昭和19年〉12月19日）は、日本の政治家で立憲政友会所属の衆議院議員。

## 経歴
静岡県庵原郡江尻町（現在の静岡市清水区）出身。明治大学法科を中退後、ベルリン大学に留学した。政友会院外団員、栃木県会書記長、衆議院嘱託を経て、1929年（昭和4年）に東京市会議員に当選した。政友会院外団員時代は森恪の子分だった。
1930年（昭和5年）、第17回衆議院議員総選挙に政友会公認で出馬し当選。以後、当選回数は5回を数えた。その間、犬養内閣で山本悌二郎農林大臣の秘書官を務めた。
1939年（昭和14年）の政友会分裂に際しては久原房之助や鳩山一郎らとともに政友会正統派に所属し、政党解消後も翼賛議員同盟に所属せず興亜議員同盟に所属したが、1942年（昭和17年）の翼賛選挙に際しては翼賛政治体制協議会の推薦候補として当選した。
その他に明治大学評議員・順天中学校理事を務めた。

## 著書
- 『政治改造論』（沢藤出版部、1922年）